# 정읍 옥천사 소장 범종
정읍 옥천사 소장 범종(井邑 玉泉寺 所藏 梵鐘)은 대한민국 전북특별자치도 정읍시 옥천사에 있는, 1728년 주조된 조선후기의 범종이다. 2007년 1월 19일 전라북도의 문화재자료 제187호로 지정되었다.

## 개요
1728년 주조된 조선후기의 범종으로서 조선종의 특징인 음통을 갖추고 있다. 유곽과 보살상의 모습 등이 생동감있는 양식을 보여주고 있으며, 특히 꽃을 든 보살상의 모습은 조선후기 전라도 지역의 대표적인 주성장인 사인 비구와 같은 승려장인 계열에 속하는 장인이 주조한 것으로 추정된다.
현재 종의 표면에 검은 칠이 되어 있고 명문과 문양 부분이 일부 닳아 없어졌다. 그러나 초주년대(1623년)와 재주년대(1728년) 및 처음 봉안한 장소(용두산 용등사)등이 정확하게 밝혀져 있어, 귀한 자료가 되는 조선후기 범종이다.

## 참고 자료
- 옥천사 소장 범종 - 국가유산청 국가유산포털